# Dipka
Dipka è una suddivisione dell'India, classificata come census town, di 20.182 abitanti, situata nel distretto di Korba, nello stato federato del Chhattisgarh. In base al numero di abitanti la città rientra nella classe III (da 20.000 a 49.999 persone).

## Geografia fisica
La città è situata a 22° 21' 09 N e 82° 33' 17 E.

## Società

### Evoluzione demografica
Al censimento del 2001 la popolazione di Dipka assommava a 20.182 persone, delle quali 10.671 maschi e 9.511 femmine. I bambini di età inferiore o uguale ai sei anni assommavano a 3.370, dei quali 1.759 maschi e 1.611 femmine. Infine, coloro che erano in grado di saper almeno leggere e scrivere erano 14.808, dei quali 8.402 maschi e 6.406 femmine.